# Том Блайт
Том Кір Блайт (англ. Tom Keir Blyth) — англійський актор. Серед його фільмів — «Скотт і Сід» (2018), «Благословення» (2021) та приквел «Голодних ігор» «Голодні ігри: Балада про співочих пташок і змій» (2023).

## Молодість та освіта
Блайт народився в Бірмінгемі та виріс у Вудторпі, передмісті Ноттінгема. Він син продюсера Гевіна Блайта, який помер, коли Тому було 15 років. Блайт навчався в Академії Арнольда Гілла та Коледж Білборо. Його мати Шарлотта, радник з питань кар'єри, записала його на курси театрального мистецтва в Телевізійній майстерні. Також приєднався до Національного молодіжного театру. Він продовжив навчання в Джульярдській школі в Нью-Йорку, закінчивши її у 2020 році.

## Кар'єра
Блайт почав свою кар'єру з невеликих ролей другого плану у фільмах 2010 року «Робін Гуд» та «Кров пелікана». У 2018 році він знявся разом із Річардом Мейсоном у фільмі про дорослішання «Скотт та Сід». Після закінчення Джульярдського університету Бліт отримав роль Глена Байама Шоу в біографічній драмі Теренса Девіса «Благословення», прем'єра якої відбулася наступного року.
У 2022 році Блайт зіграв другорядну роль у серіалі HBO «Позолочене століття» та почав грати головну роль в серіалі -«Малюк Біллі». У нього майбутні ролі в комедії «Матеріали для обговорення», адаптованій за однойменними мемуарами Білла Кінана, і «Голодні ігри: Балада про співочих пташок і змій», адаптації однойменного приквелу «Голодних ігор».

## Фільмографія
| † | Позначає продукти, які ще не вийшли |

### Фільми
| Рік  | Назва                                           | Роль           | Примітки       |
| ---- | ----------------------------------------------- | -------------- | -------------- |
| 2010 | Робін Гуд                                       | Дика дитина    |                |
| 2010 | Кров пелікана                                   | Молодий Нікко  |                |
| 2014 | Fibs                                            | Воля           | Короткий фільм |
| 2015 | Пухнастий                                       | Клоун          | Короткий фільм |
| 2016 | Wash Club                                       | Дуг            | Короткий фільм |
| 2018 | Скотт і Сід                                     | Сід            |                |
| 2021 | Благословення                                   | Глен Байам Шоу |                |
| 2023 | Голодні ігри: Балада про співочих пташок і змій | Коріолан Сноу  |                |
| TBA  | Матеріали для обговорення †                     | Боббі          |                |

### Серіали
| Рік  | Назва               | Роль                    | Примітки                                |
| ---- | ------------------- | ----------------------- | --------------------------------------- |
| 2018 | Підйом              | Фред Перрі              | Телевізійний короткий                   |
| 2022 | Позолочене сталіття | Арчі Болдуін            | Епізод: «Благодійність має дві функції» |
| 2022 | Малюк Біллі         | Вільям Х. Бонні / Біллі | Головна роль                            |